# Тастайбеков, Хайруш
Хайруш Тастайбеков (1907 — 29.5.1979) — советский партийный и государственный деятель, председатель Гурьевского облисполкома (1940—1942), председатель Кзыл-Ординского облисполкома (1944—1947). Депутат Верховного Совета Казахской ССР III созыва (1951—1955).

## Биография
Хайруш Тастайбеков родился 1907 года в ауле № 5 Уральской области.

### Образование
1930—1932. Слушатель школы советского и партийного строительства.
1933. Окончил Гурьевскую окружную школу советского и партийного строительства.
1947—1948. Слушатель Высшей партийной школы при ЦК ВКП(б).

### Трудовая деятельность
1929—1930. Заместитель председателя Яманхалинского Союза рыболовецких колхозов (Казахская АССР).
1932. Инструктор районного Совета профсоюзов (Казахская АССР).
1933—1934. Секретарь комитета ВКП(б) Урало-Каспийского рыбопромышленного треста (Казахская АССР).
1934. Секретарь комитета ВКП(б) Гурьевской машинно-рыболовной станции (Казахская АССР).
1934—1936. Инструктор Гурьевского районного комитета ВКП(б) (Казахская АССР).
1936—1938. 2-й секретарь Гурьевского районного комитета КП(б) Казахстана.
1938 — январь 1940. Председатель Организационного комитета Президиума Верховного Совета Казахской ССР по Гурьевской области.
Январь 1940—1942. Председатель Исполнительного комитета Гурьевского областного Совета.
1942—1944. Народный комиссар рыбной промышленности Казахской ССР.
1944. Заместитель председателя Исполнительного комитета Кзыл-Ординского областного Совета.
1944—1947. Председатель Исполнительного комитета Кзыл-Ординского областного Совета.
1948—1953. Председатель Исполнительного комитета Тюлькубасского районного Совета (Южно-Казахстанская область).
1953—1958. Председатель Исполнительного комитета Келесского районного Совета (Южно-Казахстанская область).
Депутат Верховного Совета Казахской ССР III созыва (1951—1955).
С 1958 года на пенсии.

## Награды
Орден Трудового Красного Знамени, два ордена «Знак Почёта».